# Капучино
Капучино (на италиански: cappuccino) е италианска топла напитка, която се приготвя от кафе еспресо и разбито топло мляко, което оформя пяна. В Италия по традиция се консумира сутрин, на закуска или след това, но никога по време на обяд или вечеря.

## История
Думата „капучино“ идва от латинското Caputium, по-късно взето от немския и превърнало се в Kapuziner. На италиански е умалителна форма на cappuccio и означава „качулка“ или нещо, което покрива главата.
В миналото името се е отнасяло до приликата с червено-кафявия цвят на расото на младите братя капуцини. Той е доста отличителен и през 17 век в Европа често е наричан „капуцин“. Капуцините избират цвета и дизайна на своите дрехи през 16 век, вдъхновени от запазените одежди на Свети Франциск от Асизи от 13 век. Дългите и заострени качулки са характерни и скоро носят на монасите прякора „капуцини“ (носещи качулки).
Произходът на капучиното е тясно свързан с разпространението на кафето в Европа и по-специално в Австрийската империя от 17 – 18 век. Широко разпространена легенда свързва името му с историята на монаха-капуцин – отец Марко д'Авиано (17 ноември 1631 – 13 август 1699), фриулски презвитер, изпратен през септември 1683 г. от папа Инокентий XI във Виена с цел да убеди европейските сили в коалиция срещу османските турци, които го обсаждат. Във виенско кафене той „коригира“ прекалено силния вкус на кафето с мляко за първи път и новата напитка получава прякора на немски kapuziner.
Въпреки че е по-правилно тогавашната напитка да се нарече кафелате (мляко с кафе), не се знае как всъщност са се развили нещата. Изглежда, че някой си Йоханес Теодат – собственик на едно от първите виенски кафенета вече е експериментирал с нови смеси от кафе напитки. Според друга хипотеза изобретението се свързва с друг собственик на кафене – Йержи Франчишек Кулчицки (1640 – 19 февруари 1694), който през 1685 г., също във Виена, става собственик на огромни количества кафе, изоставено от мюсюлманите, и за да го направи по-сладко, го коригира с мляко и мед; според легендата той потапя и вариант на кипферл – десерт от 13 век и предшественик на кроасана, чиято форма наподобява полумесец, следователно в знак на презрение към нахлуващите османци.
През 18 век т. нар. капуцинер е обогатен с нови аромати, подправки и бита сметана отгоре, разпространявайки се главно във Фриули Венеция Джулия и в цялата Австро-Унгарска империя. В края на същия век модата на капучиното се концентрира преди всичко върху ръчното приготвяне на млечната пяна отгоре. Едва в началото на 20 век с пускането на пазара на първите кафемашини за еспресо напитката започва да придобива сегашната си форма благодарение на приготвянето на млечна пяна през чучура за пара.
Думата „капучино“ в италианския не се споменава преди 20 век, но немският kapuziner навлиза като напитка от кафе през 18 век в Австрия. Напитката е представлявала кафе със захар, яйчен белтък и сметана. Използването на прясно мляко в кафето по заведенията е нов феномен и навлиза с появата на хладилниците през 20 век.

## Способ на приготвяне
В Италия капучиното обикновено се пие на закуска, със захар и често е придружено от кроасани или от други печива или сладкиши.
Истинското италианско капучино е 150 – 180 мл, от които 25 – 30 мл са кафе еспресо, а останалото са равни части мляко и пяна. Използва се пастьоризирано прясно (по възможност пълномаслено) краве мляко. Температурата на млякото не трябва да надвишава 65 – 70 °C. То се разбива на пяна в съд от неръждаема стомана, за да няма примеси от никакви други аромати и вкусове. Пяната, която се приготвя с помощта на специален инструмент, наречен на италиански montalatte, трябва да е добре изглеждаща, плътна и в количество, равно на около 1/3 от чашата за капучино. Задачата на пяната е не само вкусова: тя действа и като топлоизолатор, поддържайки топла сместа от кафе и мляко. За да се получи гъста пяна, е необходимо да се гарантира, че въздухът е включен под формата на микро мехурчета, а не на големи мехури. Понякога накрая капучиното се поръсва с какао или смляна канела.
По света има много вариации. В Италия основните варианти са тъмното капучино и светлото капучино в зависимост от нормалното или намаленото количество еспресо. Напоследък за повишаване на естетиката на капучиното има съвременни техники като арт кафе или лате арт, с които е възможно да се украси чрез рисунки, направени с каничка за мляко или ръчни инструменти.

### Латеарт
Латеарт (Latteart) е техника за декориране на капучино, която използва контраста между бялата млечна пяна и кафявия крем за кафе, за да създаде дизайн върху горната част на капучиното. Тази техника вероятно е родена в Италия и по-късно е разработена по целия свят. В Съединените щати техниката е разработен през 1980-те години в Сиатъл, а пионерът ѝ е Дейвид Шомър (собственик на Кафене „Виваче“), който подписва капучиното със сърце.
В момента има две техники за декорация: свободна, правена при наливане на млякото и пяната в капучиното, и тази, при която формите се рисуват директно върху пяната чрез изливане на кафе крема със специален дозатор.

## Външен вид
- Пяната трябва да е бяла и заобиколена по периферията от ръб от кафе, който не трябва да е нито тънък, нито прекалено широк.
- Гъстотата на пяната трябва да е еднородна, да не се разделя от течността и да няма шупли или балончета.
- Чашата за сервиране трябва да е с вместимост от 150 – 180 мл.